# Сенектута
СЕНЕКТУ́ТА (лат. Senektus — старість) — дочка Нікс та Ереба, богиня старості. За уявленнями стародавніх римлян, жила біля дверей підземного царства поряд з іншими духами, пов’язаними зі смертю.